# سالیدا (کلرادو)
سالیدا (به انگلیسی: Salida) شهری در ایالت کلرادو کشور ایالات متحده آمریکا است که جمعیت آن در سرشماری سال ۲۰۱۰ میلادی، ۵٬۲۳۶ نفر بوده‌است.